# Dicloxacilină
Dicloxacilina este un antibiotic din clasa penicilinelor, fiind utilizat în tratamentul unor infecții bacteriene cauzate de bacterii Gram-pozitive sensibile (în majoritate produse de stafilococi). Molecula fost patentată în anul 1961 și a fost aprobată pentru uz medical în 1968. Calea de administrare disponibilă este orală.

## Utilizări medicale
Dicloxacilina este utilizată în tratamentul infecțiilor cauzate de bacterii sensibile. Printre acestea se numără:
- Celulite și infecții cutanate stafilococice -  impetigo, carbuncule, etc.
- Pneumonie
- Osteomielită, artrită infecțioasă
- Septicemie
- Profilaxia chirurgicală